# Chrysobrycon myersi
Chrysobrycon myersi är en fiskart som först beskrevs av Weitzman och Thomerson, 1970.  Chrysobrycon myersi ingår i släktet Chrysobrycon och familjen Characidae. Inga underarter finns listade i Catalogue of Life.